# Anna Filek
Anna Maria Filek z domu Studentowicz (ur. 2 maja 1933 w Krakowie, zm. 5 lipca 2024 tamże) – polska polityk, działaczka społeczna, posłanka na Sejm III i IV kadencji.

## Życiorys
Córka Czesława i Marii. W 1961 ukończyła studia na Wydziale Mechanicznym Politechniki Krakowskiej. W latach 1949–1961 pracowała jako kreślarz i inspektor nadzoru. Od 1959 do 1983 należała do Polskiej Zjednoczonej Partii Robotniczej. W drugiej połowie lat 60. była zastępcą prezesa zarządu spółdzielni inwalidów. W latach 1970–1982 i 1990–1997 stała na czele zarządu Spółdzielni Inwalidów „Hutnik” w Krakowie. Pełniła różne funkcje w Polskim Komitecie Pomocy Społecznej i Polskim Związku Emerytów, Rencistów i Inwalidów, była wiceprezesem Krajowego Przedstawicielstwa Emerytów, Rencistów i Osób Niepełnosprawnych.
Należała do KPEiR, pełniła funkcję zastępcy prezesa tego ugrupowania. Następnie przeszła do Sojuszu Lewicy Demokratycznej. Z listy SLD sprawowała mandat posłanki na Sejm III i IV kadencji z okręgów krakowskich. Była pomysłodawczynią wprowadzenia nowej stawki podatku dochodowego w wysokości 50% dla osób fizycznych uzyskujących najwyższe dochody. W wyborach parlamentarnych w 2005 nie ubiegała się o reelekcję.
Została odznaczona Złotym Krzyżem Zasługi oraz Krzyżem Kawalerskim Orderu Odrodzenia Polski.
Pochowana na cmentarzu Rakowickim.